# Arjona (Hiszpania)
Arjona – gmina w Hiszpanii, w prowincji Jaén, w Andaluzji, o powierzchni 158,45 km². W 2011 roku gmina liczyła 5763 mieszkańców.